# Васселл, Дариус
Да́риус Ма́ртин Кларк Ва́сселл (англ. Darius Martin Clarke Vassell ; род. 13 июня 1980[…], Бирмингем) — английский футболист, выступал за сборную Англии.

## Карьера
Воспитанник футбольной академии «Астон Виллы». Установил рекорд молодёжной команды клуба, забив 39 мячей в одном сезоне. Играл за клуб семь сезонов. Дебютировал за взрослую команду в августе 1998 в игре против «Мидлсбро», которая закончилась победой 3:1.
С сезона 2001 года стал регулярно появляться на поле. Он был быстрым и ловким и в 2002 году получил вызов в сборную Англии.
Дебютировал за сборную вместе с Уэйном Бриджем и Майклом Рикеттсом 13 февраля 2002 года против сборной Нидерландов. В 2002 году ездил на чемпионат мира в составе сборной Англии и сыграл 3 игры. Также был на Евро 2004. В июле 2005 года за 2 миллиона фунтов был продан в «Манчестер Сити». Первые три сезона регулярно играл, но в сезоне 2008/2009 перестал появляться на поле. В июле 2009 был продан в «Анкарагюджю». Через 2 недели игры за новый клуб забил гол.
В начале октября 2010 года прибыл на «Уолкерс Стэдиум» на правах свободного агента и подписал контракт с клубом «Лестер Сити», рассчитанный до конца сезона 2011/12. По окончании сезона 2011/12 Васселлу не было предложено продлить контракт.